# جائزة ماليزيا الكبرى للدراجات النارية 2004
جائزة ماليزيا الكبرى للدراجات النارية 2004 هو سباق دراجات نارية أقيم بتاريخ 10 أكتوبر 2004 في حلبة سيبانغ الدولية. كان الجولة الرابعة عشر من أصل 16 في سباق الجائزة الكبرى للدراجات النارية موسم 2004. فاز الإيطالي فالنتينو روسي بفئة الموتو جي بي بينما جاء الإيطالي ماكس بياجي في المركز الثاني وحصل على المركز الثالث البرازيلي أليكس باروس.

## وصلات خارجية
- الموقع الرسمي